# Badian (Insel)
Badian, englisch Badian Island, ist eine philippinische Insel in der Tanon-Straße, einer Meerenge zwischen der Sibuyansee und der Boholsee.

## Geographie
Die dünn besiedelte Insel liegt etwa 2 km vor der Westküste von Cebu. Badian ist knapp 2 km lang und bis zu 1000 Meter breit. 

## Verwaltung
Die Insel gehört zur gleichnamigen Gemeinde Badian (Municipality of Badian) in der philippinischen Provinz Cebu.